# Ascarosepion
Ascarosepion (лат.) — род головоногих из семейства настоящие каракатицы отряда каракатицы. Ascarosepion apama достигает 50 см в длине мантии и свыше 10,5 кг в живом весе, и считается крупнейшей каракатицей в мире. Длина тела мельчайших представителей рода от 6 (Ascarosepion pfefferi) до 7 (Ascarosepion tullbergi) см. Встречаются в индо-западной части Тихого океана на глубине от 3 до 100 метров. Хозяйственного значения не имеют, для установления их охранного статуса недостаточно данных. Марк Норман из Музея Виктории открыл, что вид Ascarosepion pfefferi ядовит (ядовита плоть, причём токсин относится к редким).

## Виды
На декабрь 2023 известно 13 описанных видов:
- Ascarosepion apama (Gray, 1849)
- Ascarosepion bandense (Adam, 1939)
- Ascarosepion cultratum (Hoyle, 1885)
- Ascarosepion filibrachia (A. Reid & Lu, 2005)
- Ascarosepion latimanus (Quoy & Gaimard, 1832)
- Ascarosepion mestus (Gray, 1849)
- Ascarosepion novaehollandiae (Hoyle, 1909)
- Ascarosepion opiparum (Iredale, 1926)
- Ascarosepion papuense (Hoyle, 1885)
- Ascarosepion pfefferi (Hoyle, 1885)
- Ascarosepion plangon (Gray, 1849)
- Ascarosepion rozella (Iredale, 1926)
- Ascarosepion tullbergi (Appellöf, 1886)